# Convolvulus ×despreauxii
Espèce
Parent A de l'hybridation 
  Convolvulus floridus 
×

Parent B de l'hybridation 
  Convolvulus scoparius 
Synonymes
- Convolvulus floridus var. virgatus (Webb & Berthel.) Mendoza-Heuer[3]
- Convolvulus scoparius var. virgatus (Webb & Berthel.) Choisy[3]
- Rhodorrhiza virgata Webb & Berthel.[3]

Convolvulus ×despreauxii est une espèce hybride de plantes de la famille des Convolvulaceae, endémique des îles Canaries. C’est un hybride de Convolvulus floridus et Convolvulus scoparius.

## Étymologie
L’épithète spécifique despreauxii rend hommage au botaniste Louis Despréaux Saint-Sauveur qui a collecté le type nomenclatural en avril 1839 dans les montagnes près de Santiago del Teide aux Canaries.

## Taxinomie

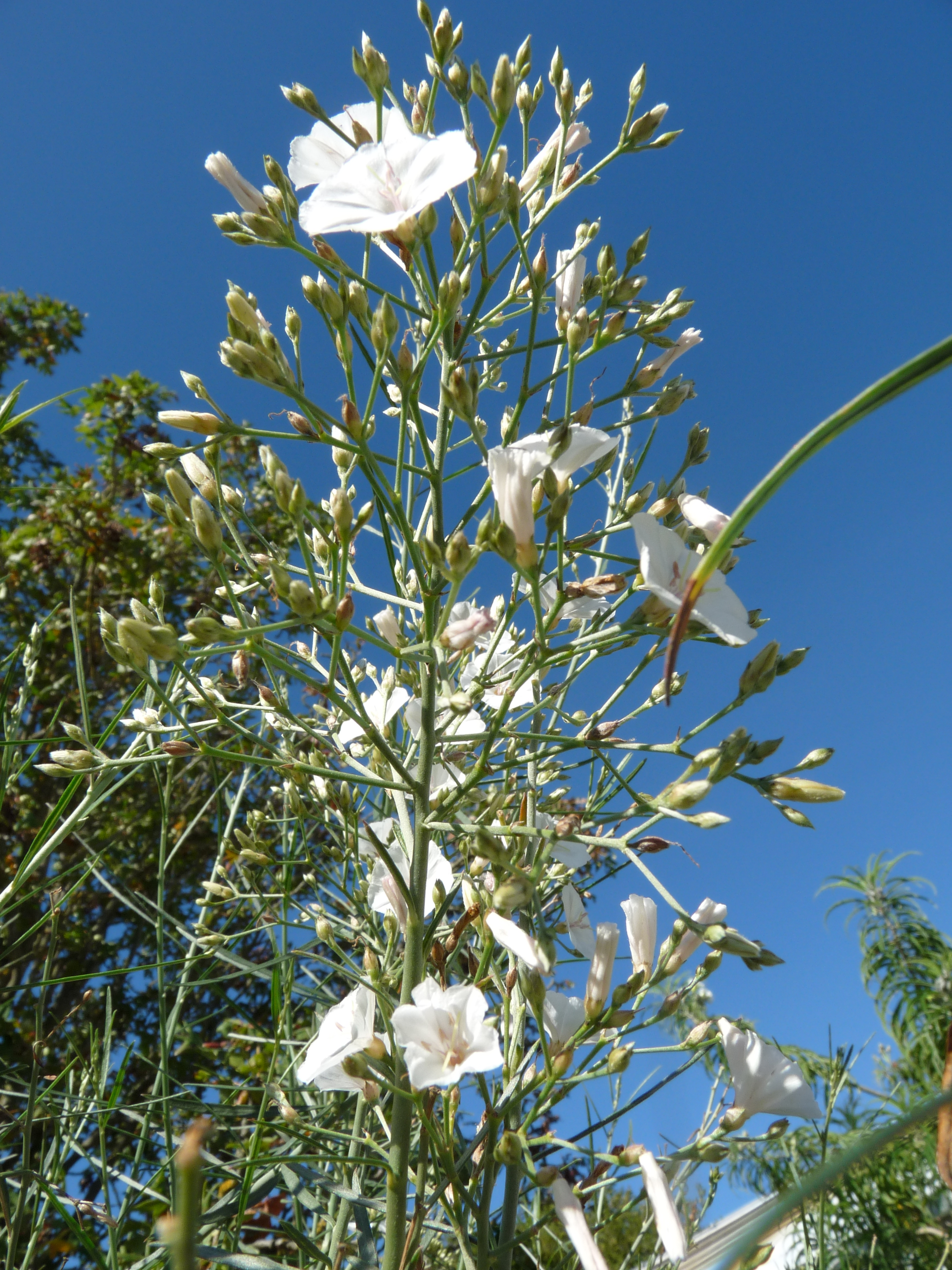
Inflorescence de Convolvulus ×despreauxii, photographiée à la Collection nationale de Convolvulacées à Châtenay-Malabry.

Convolvulus ×despreauxii a pour synonymes homotypiques :
- Rhodorhiza ×virgata Webb & Berthel., Hist. Nat. Iles Canaries 3(2; 3): 30 (1844). (synonyme remplacé)
- Convolvulus scoparius var. virgatus (Webb & Berthel.) Choisy in A.P.de Candolle, Prodr. 9: 404 (1845).
- Convolvulus floridus var. virgatus (Webb & Berthel.) Mend.-Heuer, Cuad. Bot. Canaria 12: 24 (1971).

L’espèce a été initialement décrite sous le nom Rhodorhiza ×virgata par Philip Barker Webb & Sabin Berthelot en 1844. Jacques Denys Choisy en fait une variété de l’espèce Convolvulus scoparius en 1845 sous le nom Convolvulus scoparius var. virgatus, puis Ilse R. Mendoza-Heuer en fait une variété de l’espèce Convolvulus floridus en 1971 sous le nom  Convolvulus floridus var. virgatus.
Enfin, Arnoldo Santos Guerra & Mark A. Carine en 2007 montrent qu’il s’agit d’un hybride des deux espèces, sous le nom Convolvulus ×despreauxii.
L’épithète spécifique du synonyme remplacé Rhodorhiza ×virgata n’a pu être conservé en raison de l’existence au Proche-Orient d’une autre espèce dans le genre Convolvulus précédemment décrite : Convolvulus virgatus Boiss., 1846.

## Description
Convolvulus ×despreauxii présente des caractéristiques intermédiaires entre celles de chacun de ses deux parents, Convolvulus floridus et Convolvulus scoparius.
Les feuilles mesurent de 1,12 à 4,86 mm de large, et sont donc de largeur intermédiaire entre celles des parents. L’inflorescence est généralement composée contrairement aux inflorescences simples de Convolvulus scoparius mais moins ramifiée que celle de Convolvulus floridus.

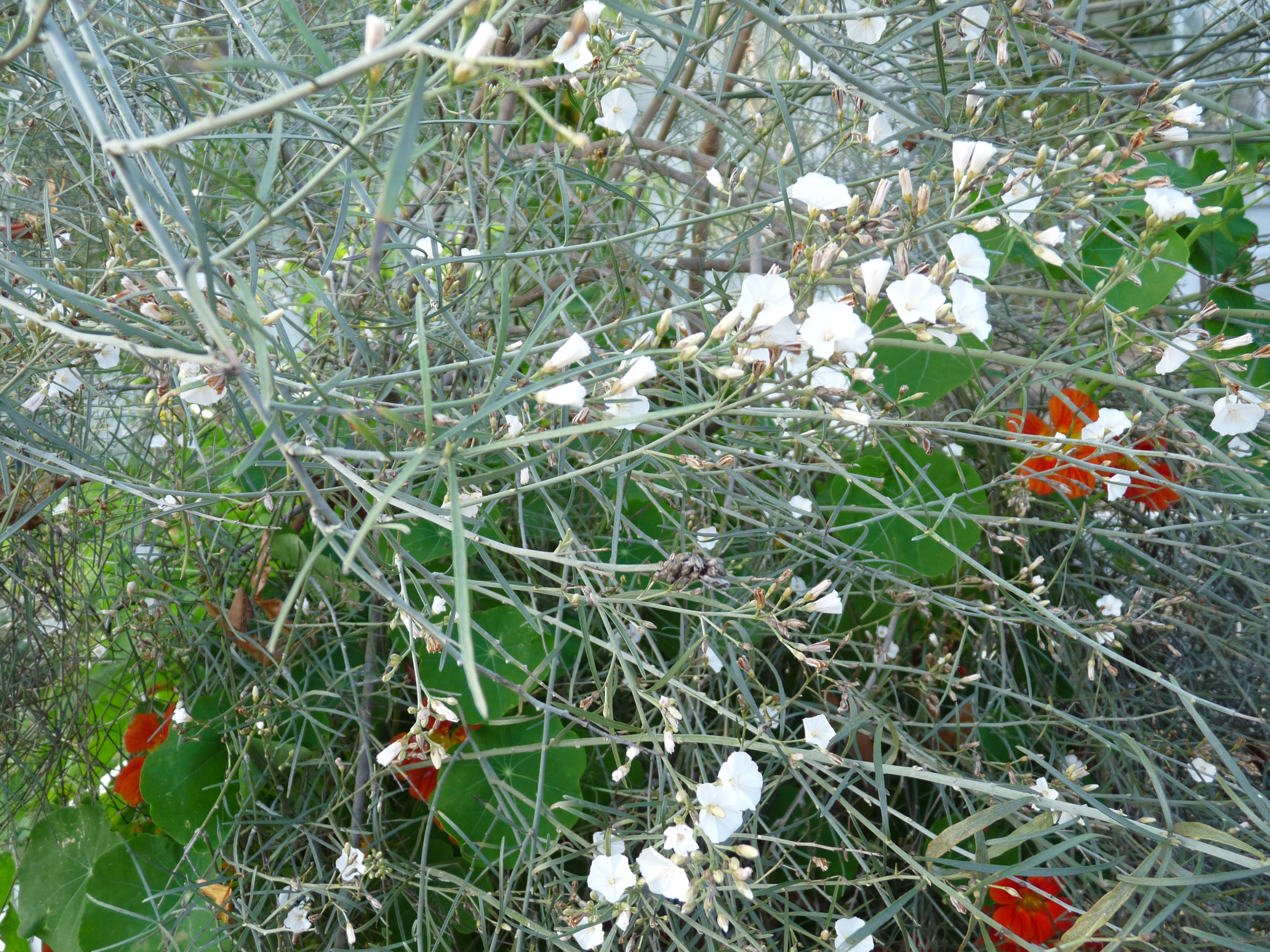
Port en arbuste de Convolvulus ×despreauxii, photographié à la Collection nationale de Convolvulacées à Châtenay-Malabry.
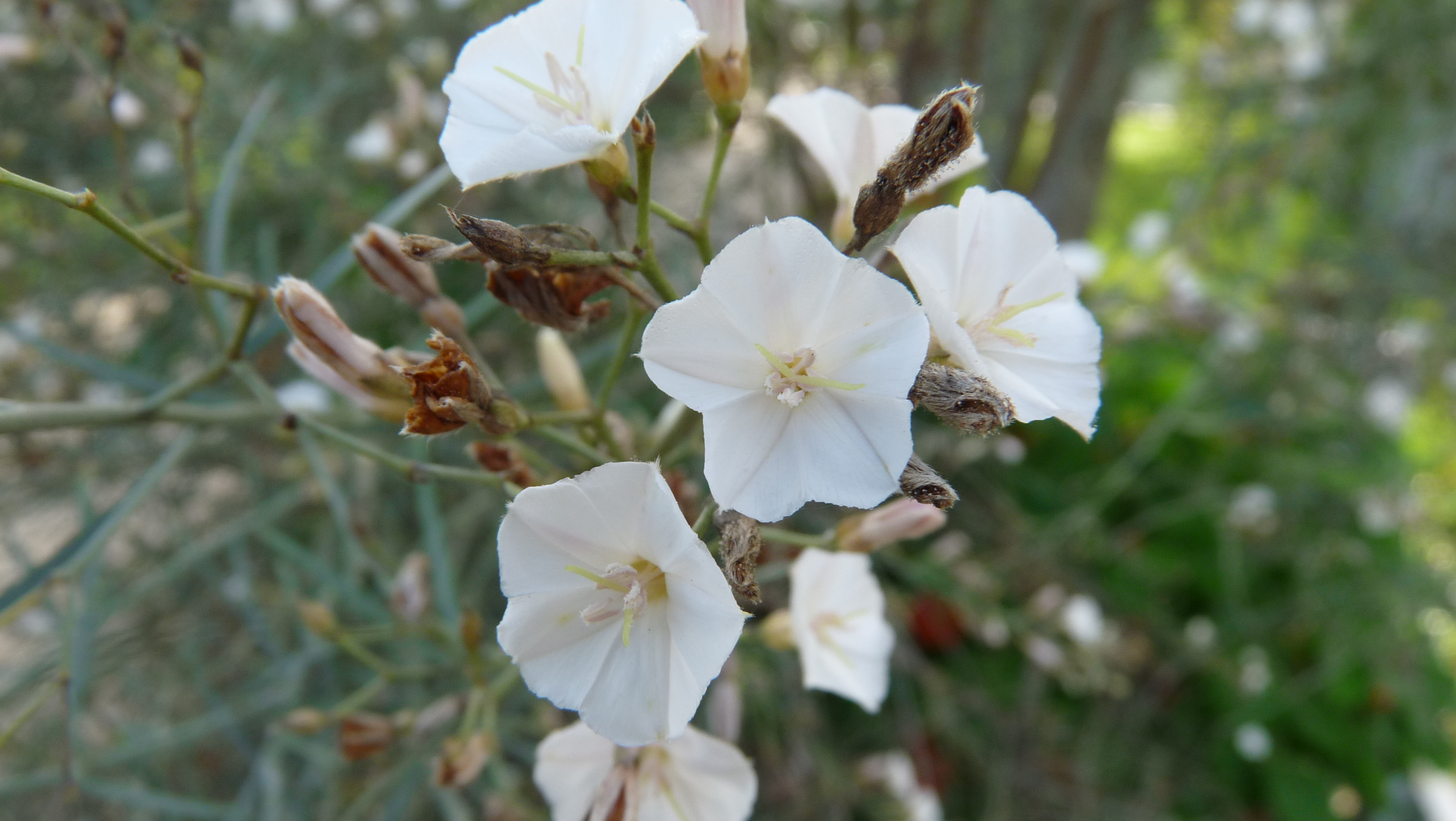
Inflorescence et fleurs de Convolvulus ×despreauxii, photographiées à la Collection nationale de Convolvulacées à Châtenay-Malabry.
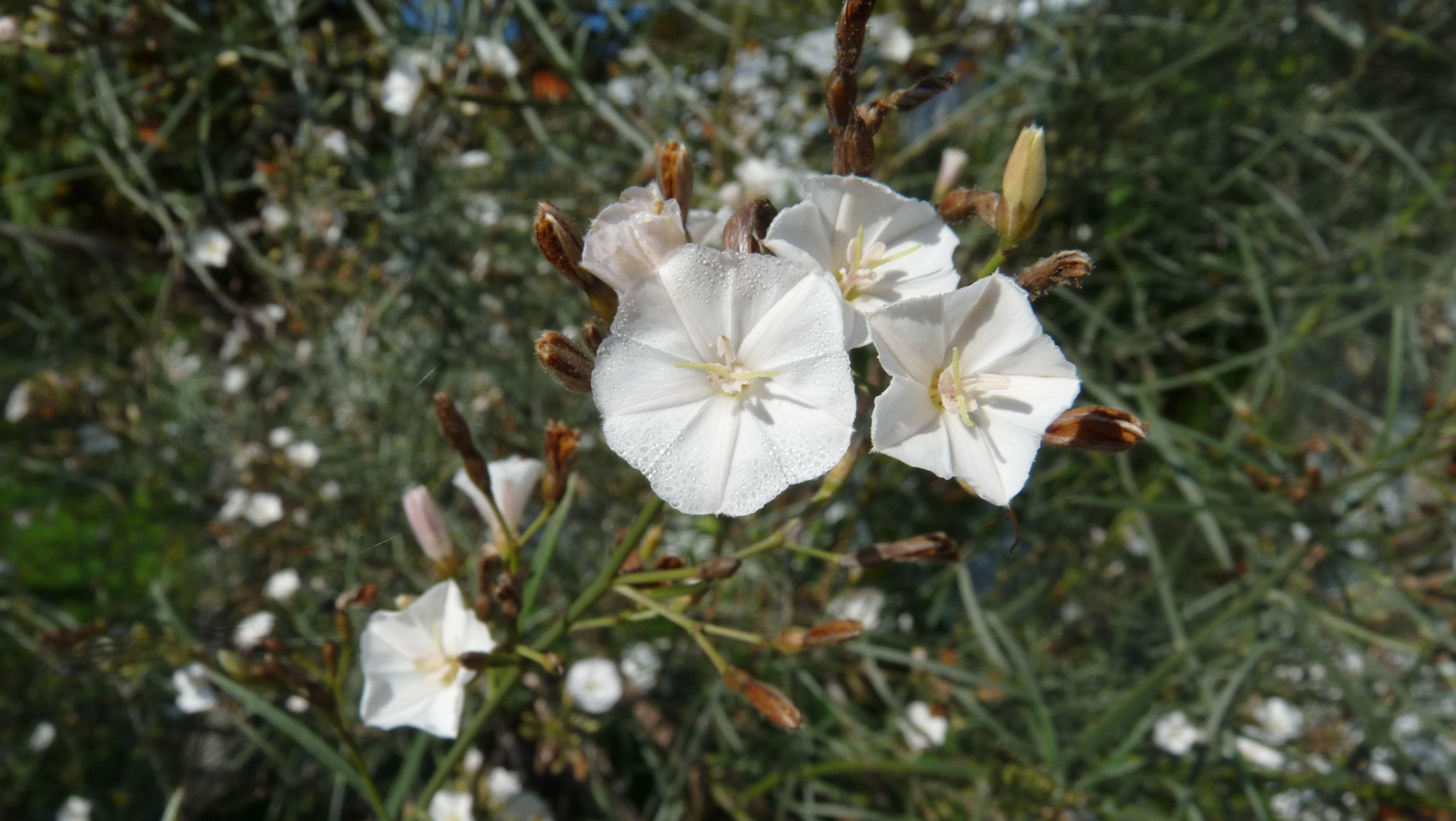
Inflorescence et fleurs de Convolvulus ×despreauxii, photographiées à la Collection nationale de Convolvulacées à Châtenay-Malabry.
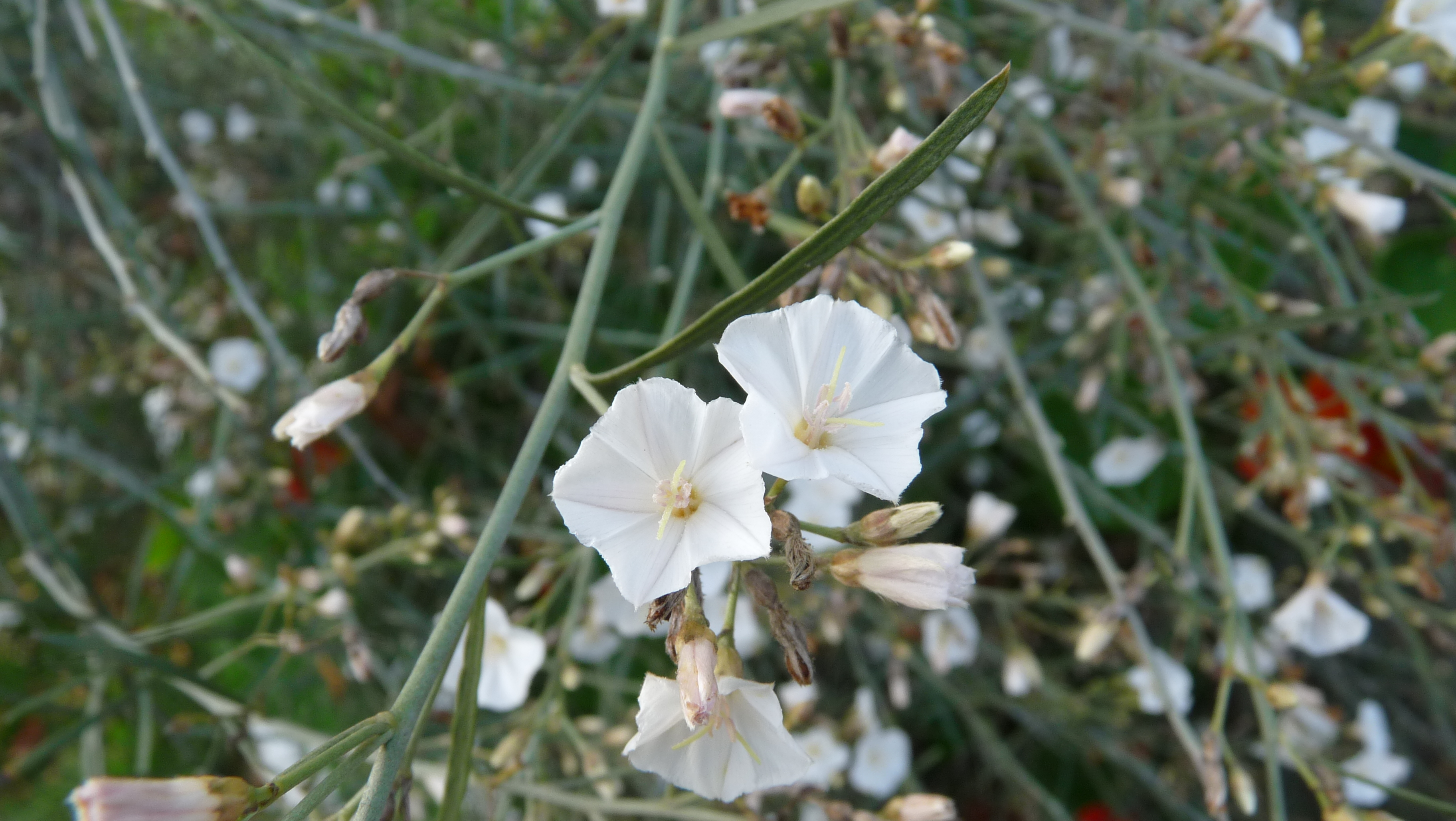
Inflorescence et fleurs de Convolvulus ×despreauxii, photographiées à la Collection nationale de Convolvulacées à Châtenay-Malabry.
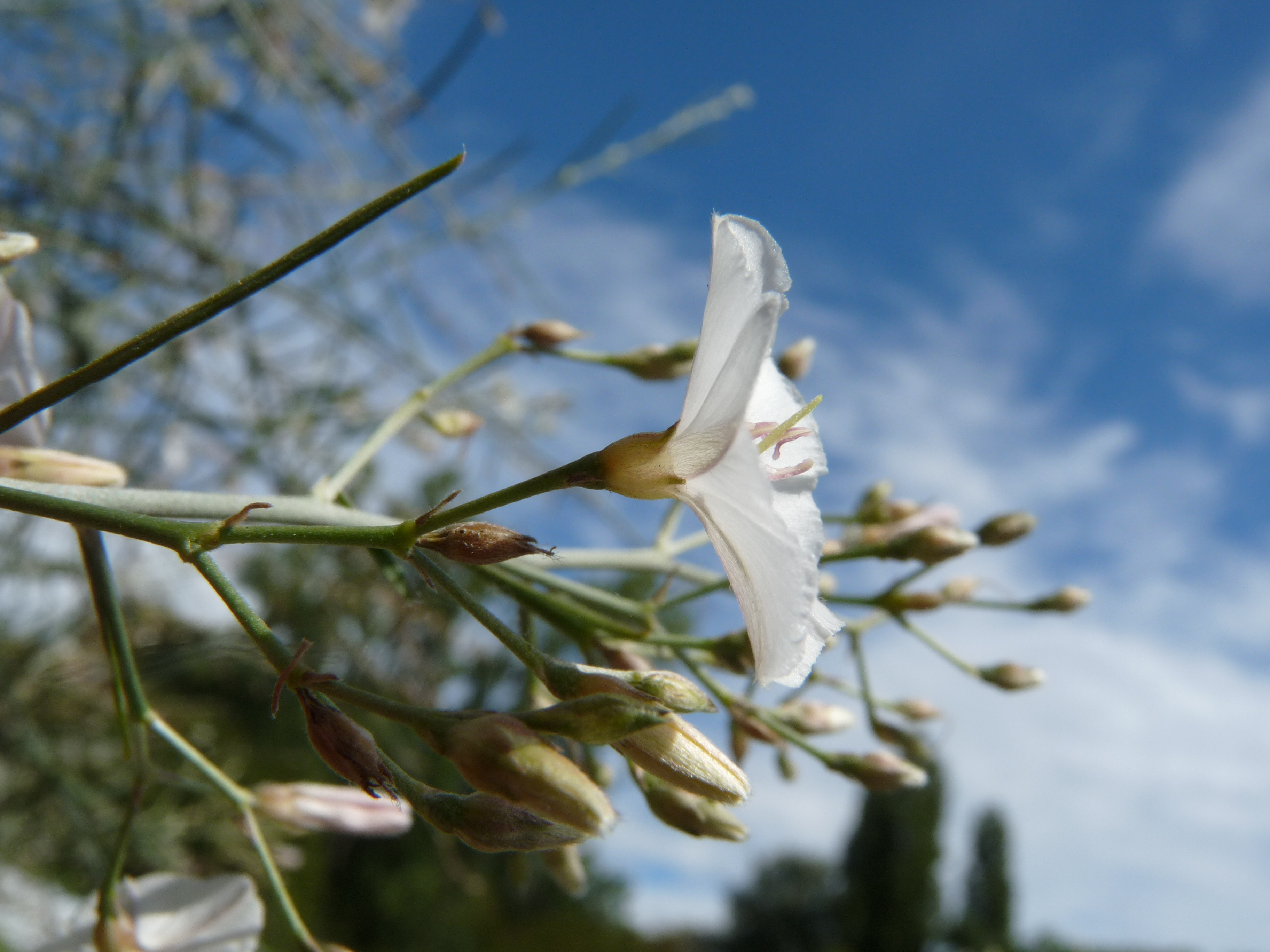
Fleur vue de côté, montrant les sépales, de Convolvulus ×despreauxii, photographiée à la Collection nationale de Convolvulacées à Châtenay-Malabry.
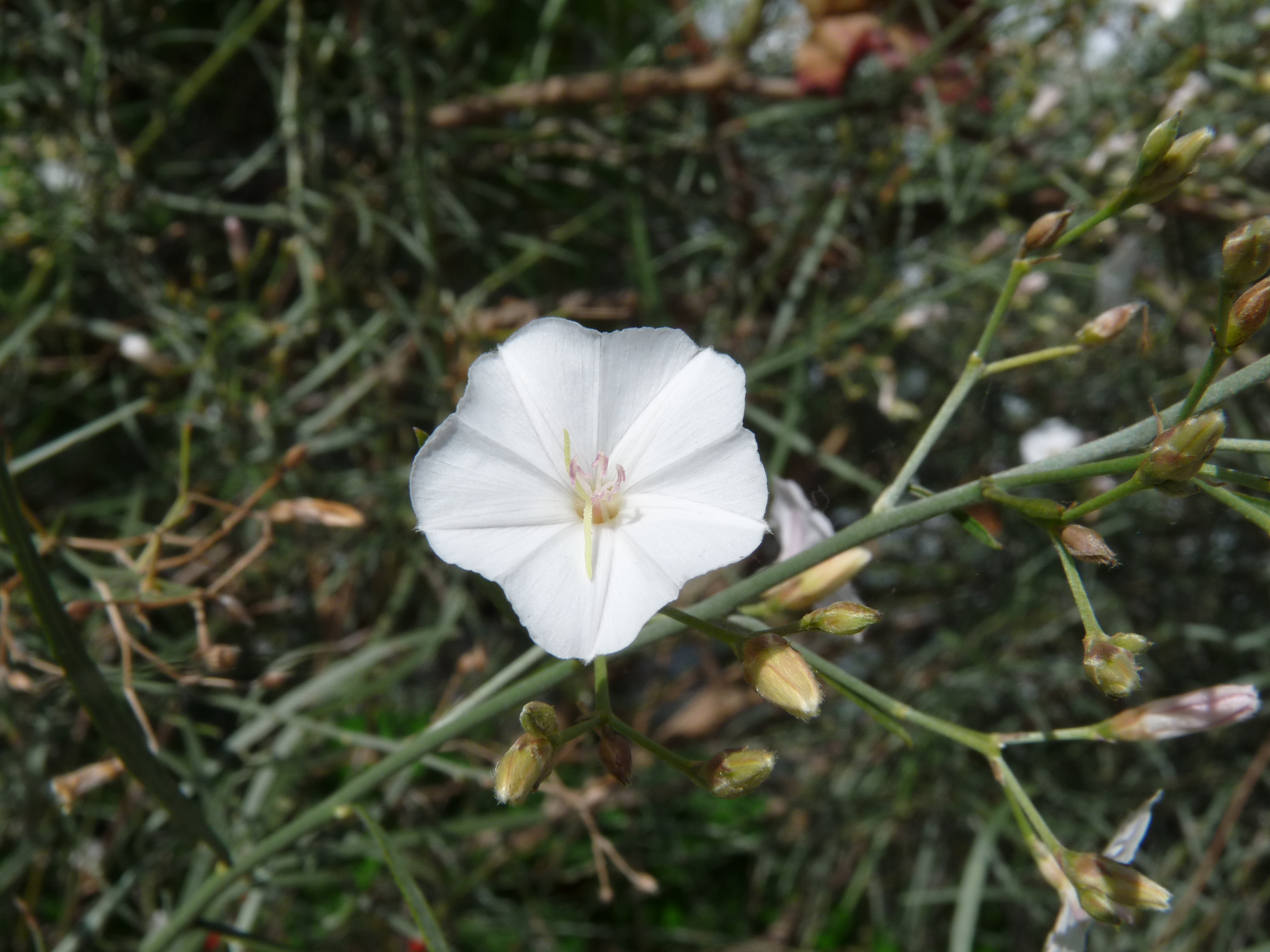
Fleur vue de face, montrant les étamines et le pistil, de Convolvulus ×despreauxii, photographiée à la Collection nationale de Convolvulacées à Châtenay-Malabry.
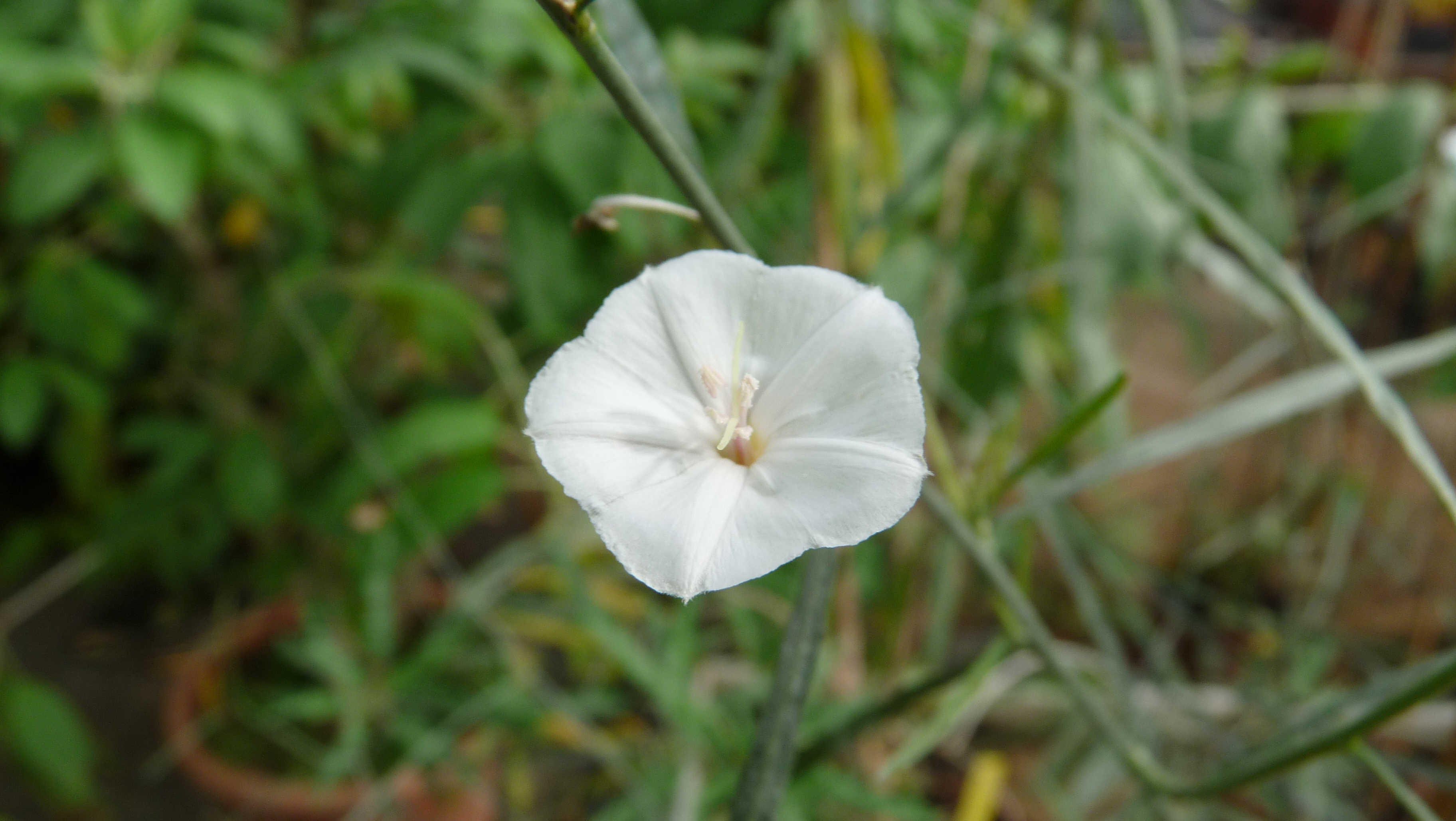
Fleur vue de face, montrant les étamines et le pistil, de Convolvulus ×despreauxii, photographiée à la Collection nationale de Convolvulacées à Châtenay-Malabry.

## Répartition

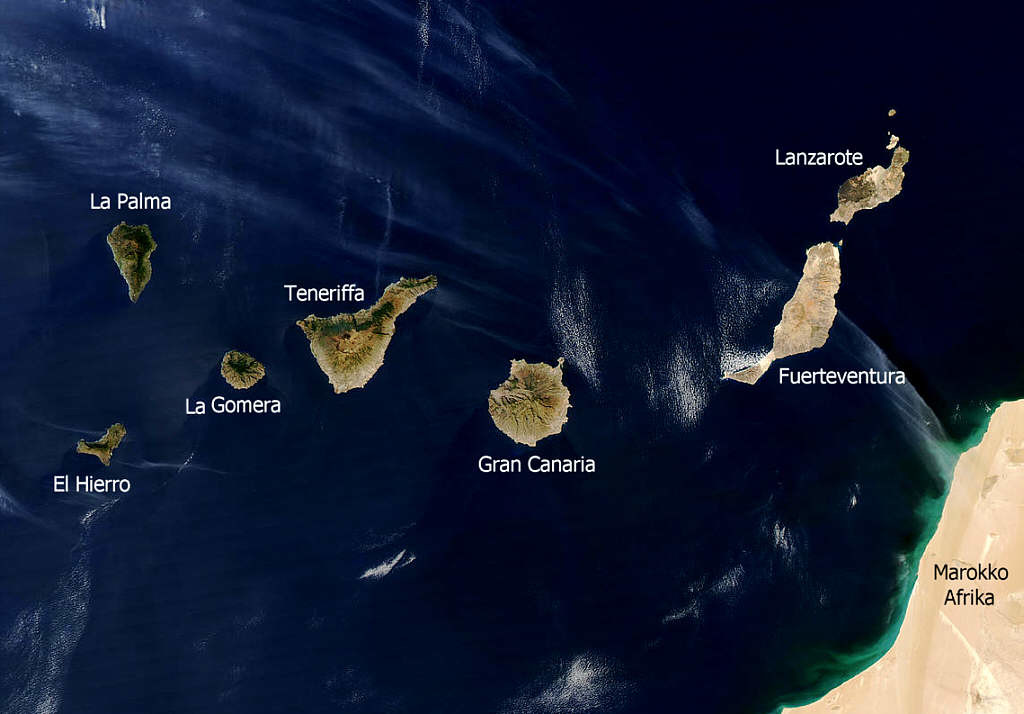
Image satellite légendée des îles Canaries.

Convolvulus ×despreauxii est endémique des îles Canaries, plus particulièrement des îles de La Gomera et Tenerife.
L’hybridation peut se produire en dehors de l’aire de répartition naturelle, entre des pieds cultivés comme dans la collection nationale de Convolvulacées (à Châtenay-Malabry, Hauts-de-Seine, France) où un pied de Convolvulus ×despreauxii est apparu par surprise après un semis de graines récoltées sur un pied de Convolvulus floridus qui poussait dans la collection à proximité d’un pied de Convolvulus scoparius.